# SINNERS -no one can fake my blood-
『SINNERS -no one can fake my bløod-』は、lynch.の通算12枚目のアルバムである。2018年4月25日にキングレコードから発売された。

## 解説
2017年に発売されたミニアルバム『SINNERS-EP』、そしてシングル「BLOOD THIRSTY CREATURE」の全曲を、幕張メッセ 国際展示場でのライブより復帰した明徳を迎え入れ、再録音した音源が収録されている。
4月6日には発売に先駆け、収録曲である「SORROW」にMVが制作された。ディレクターはUVERworldや［Alexandros］などの映像制作も手掛けた大喜多正毅氏。また、同日には特設サイトも開設され、そちらでは増田勇一氏によるインタビュー記事なども掲載されている。
初回プレス分のみBlu-rayデジパック仕様。

## 収録曲
1. SIN
2. SORROW
3. BLØOD
4. BLACK OUT DESTROY
5. KALEIDO
6. THE WHIRL
7. CREATURE
8. DIES IRAE
9. TRIGGER